# Roman Gabriel
Roman Ildonzo Gabriel Jr. (Wilmington, 5 agosto 1940 – Little River, 20 aprile 2024) è stato un giocatore di football americano statunitense che giocò nel ruolo di quarterback per i Los Angeles Rams e i Philadelphia Eagles della National Football League (NFL). Figlio di un immigrato filippino, fu il primo asioamericano a partire come quarterback titolare nella NFL, venendo considerato uno dei migliori nel suo ruolo tra la fine degli anni sessanta e l'inizio degli anni settanta.

## Biografia
Nella sua carriera professionistica, Gabriel disputò 16 stagioni nella NFL, prima coi Los Angeles Rams (1962–72) e poi coi Philadelphia Eagles (1973–77). Fu premiato come MVP della NFL e nel 1969 fu convocato quattro volte per il Pro Bowl (1967, 1968, 1969, 1973). Al momento del ritiro era il leader di tutti i tempi dei Rams per yard passate (22.223 yard) e touchdown (154). Nel 1973 guidò la NFL con 3.219 yard e 23 passaggi da touchdown, venendo premiato con l'NFL Comeback Player of the Year Award. Alla fine della stagione 2012, egli detiene ancora i record di franchigia dei Rams per passaggi da touchdown (154), passaggi tentati (3.313) e vittorie per un quarterback titolare (74).
Malgrado fosse stato scelto come secondo assoluto nel Draft NFL 1962, dal 1962 al 1965 Gabriel ebbe difficoltà ad imporsi come quarterback titolare. Gli allenatori dei Rams gli preferirirono Zeke Bratkowski e Bill Munson. Tuttavia, quando i due si infortunarono, Gabriel partì 23 volte come dal 1962 al 1965. Il record della squadra in quelle partite fu di 11 vittorie, 11 sconfitte e un pareggio. Per contro, nelle altre 32 partite in cui i Rams fecero partire come titolari gli altri quarterback, essi ne vinsero solo 3, a fronte di 27 sconfitte e 2 pareggi. Una vittoria significativa di Gabriel fu quella del 1965 sui futuri campioni della lega, i Green Bay Packers.
Quando George Allen fu nominato allenatore dei Rams nel 1966, una delle sue prime mosse fu quella di nominare stabilmente Gabriel come titolare. Questi partì sempre dall'inizio nelle 14 gare della squadra che terminò con un record di 8-6, la loro prima stagione vincente dal 1958. Nel 1967 i Rams conclusero con un record di 11-1-2 e raggiunsero i playoff vincendo la propria division. Gabriel fu nominato miglior giocatore offensivo della settimana nei due ultimi turni di campionato. Nella 13, coi Rams bisognosi di una vittoria per mantenere vive le speranze di centrare i playoff, Gabriel completò 20 passaggi su 36 con 3 touchdown (incluso quello della vittoria nell'ultimo minuto) nella vittoria per 27-24 sui campioni in carica, i Packers. La settimana successiva contro i Baltimore Colts nella gara che avrebbe incoronato il vincitore della division, Gabriel completò 18 passaggi su 22 con altri 3 touchdown e Los Angeles vinse 34-10. Quell'anno i Rams guidarono la NFL in punti segnati ma furono estromessi nei playoff dai Packers 28-7. Gabriel lanciò 2.779 yard e 25 touchdown venendo inserito nel Second-team All-Pro e convocato per il Pro Bowl.
La stagione successiva fu un'altra battaglia per la vittoria della division coi Colts. Prima della tredicesima settimana della stagione, i Rams avevano bisogno di una vittoria per restare avanti di mezza partita ai Colts in classifica, i quali avrebbero giocato a Los Angeles la settimana successiva nell'ultima gara della stagione regolare. I Rams furono però sconfitti 17-16 dai Chicago Bears.
Nel 1969 i Rams aprirono la stagione vincendo una striscia di 11 partite consecutive (ancora un record di franchigia), prima di subire la prima sconfitta della stagione contro i Minnesota Vikings a Los Angeles. Con la division vinta e il record da imbattuti ormai andatosene, l'allenatore Allen fece riposare diversi titolari dei Rams che terminarono con un record di 11-3. Nella rivincita coi Vikings nei playoff in trasferta, i Rams persero 23-20. Gabriel quell'anno lanciò 24 touchdown a fronte di soli 7 intercetti venendo nominato miglior giocatore della stagione, inserito nel First-team All-Pro e convocato per il Pro Bowl.
Nel 1970 i Rams furono spostati nella nuova NFC West division di cui si contesero il titolo coi San Francisco 49ers. Dopo una sconfitta a sorpresa coi New York Jets (privi dell'infortunato Joe Namath) in cui Gabriel lanciò tre intercetti, i Rams vinsero tre gare consecutive, incluso un cruciale 30-13 sui 49ers. Una sconfitta per 28-23 nella settimana 13 contro i Detroit Lions nel primo Monday Night Football giocato a L.A. (malgrado più di 300 yard passate da Gabriel) fece scendere però i Rams al secondo posto della division rimanendo fuori dai playoff.
Nel 1971 i Rams arrivarono secondi nella division rimanendo fuori dai playoff mentre nel '72 si interruppe la striscia di 89 gare consecutive di Gabriel come titolare per un infortunio al ginocchio. A fine stagione fu scambiato coi Philadelphia Eagles.
L'anno precedente l'arrivo di Gabriel gli Eagles terminarono con un record di 2-11-1. Roman li portò a un record di 5-8-1, venendo convocato per il suo quarto Pro Bowl e premiato come Comeback player of the Year da Pro Football Weekly. Gabriel giocò fino al 1977, passando gli ultimi due anni come riserva.

## Palmarès
- MVP della NFL: 1

1969
- Convocazioni al Pro Bowl: 4

1967, 1968, 1969, 1973
- MVP del Pro Bowl: 1

1968
- First-team All-Pro: 1

1969
- Second-team All-Pro: 1

1967
- Leader della NFL in passaggi da touchdown: 2

1969, 1973
- Bert Bell Award: 1

1969
- NFL Comeback Player of the Year Award: 1

1973
- College Football Hall of Fame